# John Osborne
Pour les articles homonymes, voir Osborne.
Ne pas confondre avec John Osborne (1936-2011), homme politique de Montserrat.
Œuvres principales
La Paix du dimanche
 The Entertainer (en) 
Inadmissible Evidence
John Osborne est un auteur dramatique britannique, également scénariste et acteur, né le 12 décembre 1929 à Fulham, à Londres (Royaume-Uni), et mort le 24 décembre 1994 dans le Shropshire (Royaume-Uni).

## Biographie
John Osborne est né en 1929 au sein d'une famille de la classe moyenne.  Sa pièce La Paix du dimanche, écrite alors qu'Osborne a 27 ans, est créée à Londres en 1956 et remporte un succès immédiat.  Elle est par la suite considérée comme une des premières manifestations du mouvement contestataire des Angry Young Men qui agite l'Angleterre vers la fin des années 1950.  
L'année suivante, Osborne propose Le Cabotin, un drame dont Laurence Olivier tient le rôle-titre. La Paix du dimanche et Le Cabotin sont toutes deux portées à l'écran par Tony Richardson.
En 1963, Osborne gagne l'Oscar du meilleur scénario adapté pour le film Tom Jones réalisé par Richardson d'après le roman de Henry Fielding.
Osborne est mort du diabète le 24 décembre 1994, peu de temps après son 65e anniversaire.

## Œuvre dramatique
- 1950 : The Devil Inside, en collaboration avec Stella Linden
- 1955 : Personal Enemy
- 1956 : La Paix du dimanche (Look Back in Anger)
  - en français : Jeune homme en colère, adaptation de Jean-François Bonnabel et Pierre-Vincent Chapus, Éditions du Brigadier, 2023
- 1957 : Le Cabotin[pas clair]  (The Entertainer (en))
  - en français : L'amuseur, traduit par Michel Averlant, Éditions du Brigadier, 2023
- 1958 : Epitaph for George Dillon
- 1959 : The World of Paul Slickey
- 1961 : Luther
- 1962 : Un jeune homme en colère (A Subject of Scandal and Concern)
- 1963: The Blood of the Bambergs
- 1964 : Témoignage irrecevable (Inadmissible Evidence)
- 1965 : Un bon patriote (A Patriot for Me)
- 1966 : A Bond Honoured
- 1968 : Time Present ; The Hotel in Amsterdam
- 1971 : West of Suez
- 1973 : A Sense of Detachment ; A Place Calling Itself Rome
- 1976 : Watch It Come Down
- 1989 : The Father (d'après Strindberg)
- 1992 : Déjà vu

## Filmographie

### comme scénariste
- 1963 : Tom Jones: de l'alcôve à la potence (Tom Jones)
- 1968 : La Charge de la brigade légère (The Charge of the Light Brigade)
- 1968 : Humorist, De (TV)
- 1974 : The Gift of Friendship (TV)
- 1974 : Ms or Jill and Jack (TV)
- 1976 : Almost a Vision (TV)
- 1980 : You're Not Watching Me, Mummy (TV)
- 1980 : Hedda Gabler (TV)
- 1981 : Very Like a Whale
- 1985 : A Better Class of Person (TV)
- 1985 : God Rot Tunbridge Wells (TV)
- 1995 : England, My England

### comme acteur
- 1953 : Billy Bunter of Greyfriars School (série télévisée) : Wingate - Prefect
- 1956 : The Makepeace Story (série télévisée) : Military Recruit
- 1970 : Erste Liebe : Maidanov
- 1971 : The Chairman's Wife : Bernard Howe
- 1971 : La Loi du milieu (Get Carter) : Kinnear
- 1978 : Tomorrow Never Comes : Lyne
- 1980 : Flash Gordon : Arborian Priest